# Nanu-Nana

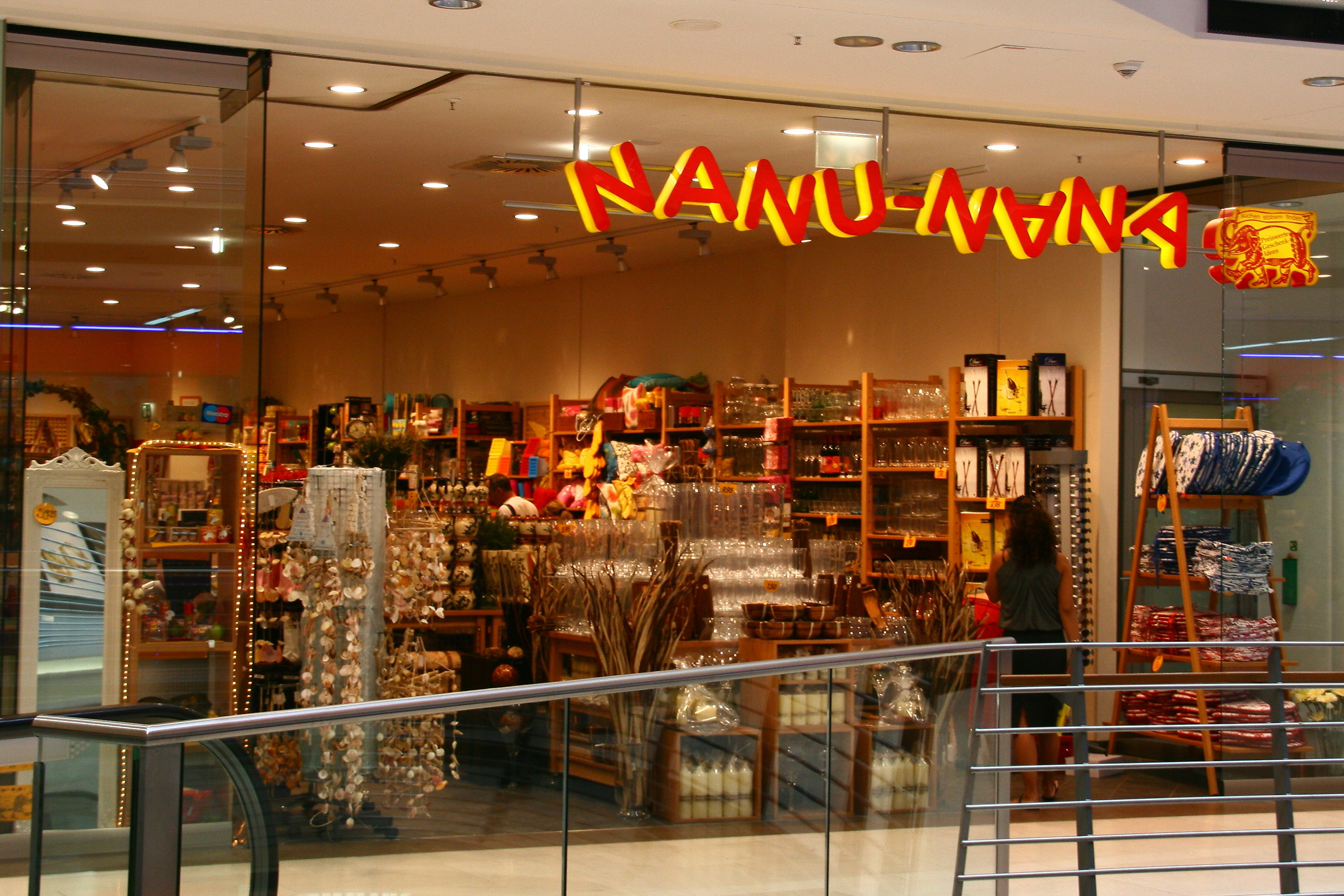
Nanu-Nana im Königsbau in Stuttgart

Nanu-Nana ist ein Unternehmen, das sich auf das Angebot von Geschenkartikeln spezialisiert hat. Laut Angaben auf der eigenen Website ist das Unternehmen „an über 300 Standorten in Deutschland, Österreich, Polen und Tschechien“ vertreten (Stand: April 2019).
Nanu-Nana ist eine Gruppe von Firmen, für die die Nanu-Nana Einkaufs- und Verwaltungs GmbH mit Sitz in Oldenburg entsprechende Dienstleistungen erbringt.
Das Unternehmen ist im Besitz der Familie Hoepp. Joachim Hoepp, der das Unternehmen im Jahr 1972 gründete und auch Namensgeber ist, ist in der Geschäftsleitung tätig.
Das Sortiment der Geschäfte umfasst besonders kleinere Artikel und Wohnaccessoires wie Kerzen, künstliche Blumen und Geschenkartikel. Die Filialen können neben einem Pflichtsortiment selbst Artikel bestimmen, die sie anbieten möchten; somit verfügt jede Filiale über ein eigenes Sortiment.
Nanu-Nana ist unter anderem Eigentümer der Marke Girl’s Secret, deren Produkte nur in Filialen des Unternehmens erhältlich sind.